# Claudia Bethge
Claudia Bethge (* 12. November 1916 in Nürnberg; † nach 1990) war eine deutsche Schauspielerin und Hörspielsprecherin.

## Leben
Die Tochter norddeutscher Eltern gab nach ihrer Schauspielausbildung ihr Theaterdebüt in Dresden. Weitere Stationen waren Straßburg und München, wo sie mit Stückverträgen im Residenztheater spielte. Nach dem Zweiten Weltkrieg spielte sie am Bayerischen Staatsschauspiel. Ab Mitte der 1950er Jahre begann ihre Tätigkeit im Fernsehen. So hatte sie 1955 einen Auftritt in Schnitzlers Der grüne Kakadu. In dem ab 1979 ausgestrahlten Fernsehmehrteiler Jauche und Levkojen war Bethge in mehreren Folgen tätig. Gleichzeitig arbeitete sie beim Rundfunk als Sprecherin in Hörspielen und als Synchronsprecherin. Im Fernsehen war sie auch mehrmals im Tatort und in Der Kommissar zu sehen.

## Filmografie (Auswahl)
- 1953: Die goldene Gans
- 1955: Der grüne Kakadu (TV)[4]
- 1959: Land, das meine Sprache spricht (TV)
- 1960: Ein Weihnachtslied in Prosa oder Eine Geistergeschichte zum Christfest (TV)
- 1961: Der Feind (TV)
- 1965: Der Anfang einer Woche (TV)
- 1966: Elektra (TV)
- 1967: Das Gold von Bayern (TV)
- 1970: Der Kommissar – Tod einer Zeugin
- 1971: Totentanz (TV)
- 1971: Recht oder Unrecht – Der Fall Meinberg
- 1974: Der kleine Doktor – Die Notbremse
- 1979: Die Totenschmecker
- 1979: Jauche und Levkojen (TV-Mehrteiler)
- 1987: Tatort – Die Macht des Schicksals
- 1989: Liebe, Tod und Eisenbahn (TV)
- 1990: Wüsten (TV)

## Hörspiele (Auswahl)
| - 1953: Tochter der Wildnis (nach Eduard Mörike) – Regie: Helmut Brennicke - 1953: Das Geheimnis von Castilien – Regie: Helmut Brennicke - 1955: Das Mädchen vom Moorhof (nach Selma Lagerlöf) – Regie: Heinz-Günter Stamm - 1955: Gesang am Schafott – Regie: Heinz-Günter Stamm - 1956: Die Räuberbande – Regie: Helmut Brennicke - 1957: Macbeth (nach William Shakespeare) – Regie: Heinz-Günter Stamm - 1957: Martha (nach Luise Rinser) – Regie: Heinz-Günter Stamm - 1958: Götz von Berlichingen mit der eisernen Hand, Regie: Heinz-Günter Stamm - 1959: Stützen der Gesellschaft (nach Henrik Ibsen) – Regie: Walter Ohm - 1959: Das Lied von Bernadette (nach Franz Werfel) – Regie: Heinz-Günter Stamm - 1961: Mensch Meier – Autor und Regie: Paul Pörtner - 1961: Maigret und sein Revolver (nach Georges Simenon) – Regie: Heinz-Günter Stamm - 1961: Der blaue Vogel – Regie: Hermann Wenninger - 1961: Robinson soll nicht sterben (nach Friedrich Forster) – Regie: Walter Ohm - 1962: Raskolnikoff (nach Fjodor Michailowitsch Dostojewski) – Regie: Hermann Wenninger - 1962: Terra Incognita (8 Teile) (von Philip Levene) – Regie: Wilm ten Haaf - 1962: Der goldene Klemmer (nach Arthur Conan Doyle) – Regie: Heinz-Günter Stamm - 1962: Der Sylvesterabend des Herrn Crépin – Regie: Heinz-Günter Stamm | - 1963: Der Narr mit der Hacke – Regie: Walter Ohm - 1963: Sherlock Holmes macht ein Experiment Regie: Heinz-Günter Stamm - 1963: Das Wunder des heiligen Krispin – Regie: Heinz-Günter Stamm - 1963: Der Prokurator oder: Die Liebe der schönen Bianca – Regie: Walter Ohm - 1963: Maria Magdalena (nach Friedrich Hebbel) – Regie: Heinz-Günter Stamm - 1964: Der Mann, der Sherlock Holmes war – Regie: Otto Kurth - 1964: Faust Regie: Otto Kurth - 1964: Träume (von Günter Eich) – Regie: Otto Kurth - 1964: Sonderurlaub (von Gerd Oelschlegel) – Regie: Otto Kurth - 1965: Oba Koso oder Der König hat sich nicht erhängt – Regie: Heinz von Cramer - 1966: Der arme Mann Luther (von Leopold Ahlsen) – Regie: Hermann Wenninger - 1966: Tageszeiten der Liebe – Regie: Heinz-Günter Stamm - 1967: Ein Fall für Dr. Dahlberg (Zweiteiler) – Regie: Fritz Benscher - 1973: Sand – ein Attentäter (nach Tankred Dorst) – Regie: Heinz von Cramer - 1974: Das Signal – Regie: Otto Kurth - 1982: Tod Nr. 44047 – Edith Stein – Regie: Otto Kurth |